# Lu Dingyi
Nota: a la Xina el cognom va davant del nom (en aquest cas Dingyi).
Lu Dingyi (xinès simplificat : 陆定一; xinès tradicional: 陸定一; en pinyin: Lù Dìngyī) (Wuxi, província de Jiangsu, 9 de juny de 1906 - Pequín, 9 de maig de 1996) fou un dirigent comunista xinès i ministre de la República Popular de la Xina. Se'l considera el creador de l'eslògan "Que cent flors floreixin i cent escoles (de pensament) competeixin" (baihua qifang, baihua zhengming). Fins a la Revolució Cultural fou una figura cabdal de la cultura socialista.

## Dades biogràfiques
Lu Dingyi va contactar amb el Partit Comunista de la Xina (PCX) mentre estudiava, a l'Escola Pública de Nanyang Enginyeria elèctrica. Va col·laborar amb la Lliga de la Joventut Comunista (LJC) on va ser membre del seu Comitè Central, desenvolupant tasques de propaganda comunista de cara als joves. Actiu contra la política anticomunista de Chiang Kai-shek, va participar en el 6è Congrés de la LJC (1028). Va viatjar a Moscou com a representant del joves comunistes de la Xina a la Komintern on va residir fins al 1930. Estigué casat amb Tang Yizhen.
Després de la fundació de la República Popular de la Xina va ser i Cap del Departament Central de Propaganda del PCX i Ministre de Cultura (1965-1966). Amb la Revolució Cultural va ser acusat de ser un reaccionari pels guardes rojos i més tard rehabilitat per Deng Xiaoping. Va morir als 89 anys.
Altres càrrecs polítics:
- Membre del 8è Comitè Central (del 1956 al 1969.
- Sotspresident del Comitè Nacional del Partit Comunista de la Xina (a partir del 1978 fins al 1983)
- Sotspresident del 6è Comitè Nacional del PCX.